# Norwegische Meisterschaften im Biathlon 2013
Die Norwegischen Meisterschaften im Biathlon 2013 fanden zwischen dem 20. und dem 24. März 2013 in Dombås statt. 

## Männer

### Einzel (20 km)
| Platz | Starter                    | Zeit    | Schießfehler |
| ----- | -------------------------- | ------- | ------------ |
| 1     | Vegard Gjermundshaug       | 52:37,0 | 0+1+0+0      |
| 2     | Lars Helge Birkeland       | +0:06,9 | 0+0+0+2      |
| 3     | Dag Erik Kokkin            | +1:04,2 | 0+0+0+1      |
| 4     | Christian Sæten            | +2:13,4 | 1+1+0+2      |
| 5     | Torstein Stenersen         | +2:18,0 | 1+0+1+1      |
| 6     | Tore Leren                 | +2:18,8 | 1+0+1+1      |
| 7     | Marius Hol                 | +2:26,7 | 1+1+1+0      |
| 8     | Andreas Dahlø Wærnes       | +2:28,6 | 1+3+0+0      |
| 9     | Lars Berger                | +3:07,2 | 1+4+1+0      |
| 10    | Vetle Sjåstad Christiansen | +3:21,2 | 2+1+0+2      |

Start: 20. März 2013

### Sprint (10 km)
| Platz | Starter                      | Zeit    | Schießfehler |
| ----- | ---------------------------- | ------- | ------------ |
| 1     | Lars Berger                  | 25:12,7 | 0+2          |
| 2     | Johannes Thingnes Bø         | +0:28,4 | 0+2          |
| 3     | Emil Hegle Svendsen          | +0:45,7 | 1+1          |
| 4     | Lars Helge Birkeland         | +0:56,5 | 0+1          |
| 5     | Vetle Sjåstad Christiansen   | +1:10,4 | 2+2          |
| 6     | Jan Olav Bjørn Gjermundshaug | +1:11,5 | 0+0          |
| 7     | Henrik L’Abée-Lund           | +1:13,8 | 1+1          |
| 8     | Torstein Stenersen           | +1:17,1 | 0+1          |
| 9     | Christian Sæten              | +1:18,6 | 1+2          |
| 10    | Frode Andresen               | +1:23,3 | 1+2          |

Start: 22. März 2013

### Verfolgung (12,5 km)
| Platz | Starter                    | Zeit    | Schießfehler |
| ----- | -------------------------- | ------- | ------------ |
| 1     | Emil Hegle Svendsen        | 56:10,2 | 0+0+1+0      |
| 2     | Johannes Thingnes Bø       | +0:04,9 | 0+0+2+0      |
| 3     | Lars Berger                | +0:17,1 | 1+0+2+2      |
| 4     | Vetle Sjåstad Christiansen | +0:17,2 | 0+0+1+1      |
| 5     | Henrik L’Abée-Lund         | +1:27,6 | 0+0+1+0      |
| 6     | Tarjei Bø                  | +1:38,1 | 1+0+1+1      |
| 7     | Dag Erik Kokkin            | +2:00,2 | 0+0+1+0      |
| 8     | Lars Helge Birkeland       | +2:21,7 | 2+2+0+0      |
| 9     | Vetle Ravnsborg Gurigard   | +2:38,7 | 1+0+0+2      |
| 10    | Frode Andresen             | +3:00,7 | 0+0+3+1      |

Start: 23. März 2013

### Staffel (4 × 7,5 km)
| Platz | Starter                                                                                          | Region             | Zeit      |
| ----- | ------------------------------------------------------------------------------------------------ | ------------------ | --------- |
| 1     | Jarle Midthjell Gjørven Johannes Thingnes Bø Håvard Gutubø Bogetveit Tarjei Bø                   | Sogn og Fjordane 1 | 1:12:07,5 |
| 2     | Kristoffer Langøien Skjelvik Lars Berger Vegard Bjørn Gjermundshaug Jan Olav Bjørn Gjermundshaug | Nord-Østerdal 1    | +1:23,6   |
| 3     | Frode Andresen Martin Lindland Pål Kristian Grue Tufte Vetle Sjåstad Christiansen                | Buskerud 1         | +1:56,6   |
| 4     | Andreas Dahlø Wærnes Andreas Kvam Tommy Grøtte Emil Hegle Svendsen                               | Sør-Trøndelag 1    | +1:58,4   |
| 5     | Magnus L’Abée-Lund Eirik Bratli Christian Sæten Henrik L’Abée-Lund                               | Oslo og Akershus 1 | +2:04,1   |
| 6     | Fredrik Mack Rørvik Sven-Are Paulsen Torstein Stenersen Marius Hol                               | Troms 1            | +2:21,8   |
| 7     | Martin Rui Håkon Svaland Sverre T. Røiseland Lars Helge Birkeland                                | Agder 1            | +2:27,2   |
| 8     | Anders Heldal Tommi Luchsinger Anders Øverby Anders Brekke Nilsen                                | Buskerud 3         | +4:24,1   |
| 9     | Thomas Fenne Asbjørn Wold Martin Femsteinevik Erling Aalvik                                      | Hordaland 1        | +4:34,0   |
| 10    | Sondre Kvikne Dotterud Amund Iversen Gausemel Vetle Ravnsborg Gurigard Vemund Ravnsborg Gurigard | Oppland 1          | +4:46,3   |

Start: 24. März 2013

## Frauen

### Einzel (15 km)
| Platz | Starter                    | Zeit    | Schießfehler |
| ----- | -------------------------- | ------- | ------------ |
| 1     | Tora Berger                | 47:00,2 | 0+2+0+2      |
| 2     | Jori Mørkve                | +0:47,1 | 0+2+0+0      |
| 3     | Birgitte Røksund           | +0:56,2 | 1+1+0+0      |
| 4     | Fanny Welle-Strand Horn    | +1:30,2 | 1+3+2+0      |
| 5     | Frida Strand Kristoffersen | +1:36,9 | 0+1+0+1      |
| 6     | Synnøve Solemdal           | +2:21,3 | 1+3+0+2      |
| 7     | Marte Olsbu                | +2:34,4 | 1+1+1+2      |
| 8     | Marion Rønning Huber       | +2:55,0 | 1+1+1+2      |
| 9     | Marie Hov                  | +3:15,7 | 1+0+1+1      |
| 10    | Kaia Wøien Nicolaisen      | +3:46,5 | 1+0+0+0      |

Start: 20. März 2013

### Sprint (7,5 km)
| Platz | Starter                    | Zeit    | Schießfehler |
| ----- | -------------------------- | ------- | ------------ |
| 1     | Tiril Eckhoff              | 20:44,1 | 0+1          |
| 2     | Synnøve Solemdal           | +0:07,3 | 1+1          |
| 3     | Fanny Welle-Strand Horn    | +0:10,2 | 0+2          |
| 4     | Jori Mørkve                | +0:27,4 | 0+0          |
| 5     | Marte Olsbu                | +0:28,1 | 1+0          |
| 6     | Hilde Fenne                | +0:40,8 | 1+2          |
| 7     | Tora Berger                | 0:40,9  | 1+2          |
| 8     | Rikke Hald Andersen        | +1:11,5 | 0+1          |
| 9     | Gunn Margit Aas Andreassen | +1:20,8 | 2+0          |
| 10    | Ragnhild Flåten Andreassen | +1:23,4 | 0+0          |

Start: 22. März 2013

### Verfolgung (10 km)
| Platz | Starter                    | Zeit    | Schießfehler |
| ----- | -------------------------- | ------- | ------------ |
| 1     | Tora Berger                | 50:11,9 | 0+0+0+0      |
| 2     | Tiril Eckhoff              | +0:43,0 | 2+1+0+1      |
| 3     | Fanny Welle-Strand Horn    | +1:11,9 | 1+2+0+1      |
| 4     | Hilde Fenne                | +1:30,0 | 1+0+1+1      |
| 5     | Jori Mørkve                | +1:56,3 | 0+0+1+0      |
| 6     | Synnøve Solemdal           | +2:26,5 | 3+1+1+1      |
| 7     | Marte Olsbu                | +4:24,0 | 3+1+1+2      |
| 8     | Gunn Margit Aas Andreassen | +4:30,1 | 0+1+1+3      |
| 9     | Marion Rønning Huber       | +4:57,4 | 0+0+1+1      |
| 10    | Vilde Ravnsborg Gurigard   | +5:32,3 | 1+2+0+0      |

Start: 23. März 2013

### Staffel (3 × 6 km)
| Platz | Starter                                                         | Region             | Zeit    |
| ----- | --------------------------------------------------------------- | ------------------ | ------- |
| 1     | Rikke Hald Andersen Fanny Welle-Strand Horn Tiril Eckhoff       | Oslo og Akershus 1 | 53:03,1 |
| 2     | Hilde Fenne Ann Kristin Flatland Jori Mørkve                    | Hordaland 1        | +0:26,1 |
| 3     | Marion Rønning Huber Bente Landheim Tora Berger                 | Nord-Østerdal 1    | +1:00,2 |
| 4     | Ingvild Sangesland Gunn Margit Aas Andreassen Marte Olsbu       | Agder 1            | +2:35,3 |
| 5     | Vilde Ravnsborg Gurigard Karoline Knotten Hanne Tingelstad      | Oppland 1          | +3:17,3 |
| 6     | Birgitte Røksund Åsne Ulvund Joanna Valland                     | Hordaland 2        | +4:08,6 |
| 7     | Marie Hov Ane Sandaker Kvittingen Charlotte Olstad Fossli       | Buskerud 1         | +4:34,5 |
| 8     | Kaia Wøien Nicolaisen Sofie Rostad Karoline Næss                | Oslo og Akershus 2 | +4:35,7 |
| 9     | Lotte Lie Tonje Marie Skjelstadås Karen Ishol Skogan            | Nord-Trøndelag 1   | +4:57,0 |
| 10    | Ragnhild Flåten Andreassen Runa Blix Frida Strand Kristoffersen | Troms 1            | +5:21,0 |

Start: 24. März 2013